# Poa veresczaginii
Poa veresczaginii är en gräsart som beskrevs av Nikolai Nikolaievich Tzvelev. Poa veresczaginii ingår i släktet gröen, och familjen gräs. Inga underarter finns listade i Catalogue of Life.